# Eduardo Valdatti
Eduardo Antonio „Che“ Valdatti († 30. April 1990 in Guadalajara, Mexiko), auch bekannt unter dem Spitznamen El Viejo (der Alte), war ein mexikanischer Fußballspieler und -trainer argentinischer Herkunft. Der gelernte Verteidiger feierte seine größten Erfolge als Trainer des mexikanischen Vereins Atlas Guadalajara. 

## Biografie
Aus den der Nachwelt erhaltenen Daten seiner Karriere lässt sich nachvollziehen, dass der gebürtige Argentinier in seinen besten Jahren beim Club Atlético Atlanta unter Vertrag stand, für den er zwischen 1936 und 1942 in der argentinischen Primera División 138 Spiele absolvierte und ein Tor erzielte.
Danach wechselte er vermutlich zu den Newell’s Old Boys, bevor er einen Vertrag beim mexikanischen Verein Atlas Guadalajara unterschrieb.
Mit Atlas gewann er 1946 als Spielertrainer die Copa México und anschließend den Supercup. Nach dem baldigen Ende seiner aktiven Laufbahn blieb er den Rojinegros noch jahrelang als Trainer erhalten und gewann mit ihnen 1950 noch einmal den mexikanischen Pokalwettbewerb sowie 1951 den einzigen Meistertitel ihrer Vereinsgeschichte. Beiden Erfolgen folgte jeweils noch der Gewinn des Supercups. Sein enttäuschendstes Jahr als Trainer war die Saison 1953/54, an deren Ende er mit den Atlantistas erstmals in deren Vereinsgeschichte in die Zweitklassigkeit abgestiegen war.
Nach seiner Tätigkeit als Trainer war er ein wichtiges Mitglied im Nachwuchsbereich von Atlas Guadalajara und später in der Nachwuchsabteilung der Leones Negros de la UdeG.

## Erfolge
- Mexikanischer Meister: 1951 (als Trainer)
- Mexikanischer Vizemeister: 1949 (als Trainer)
- Mexikanischer Pokalsieger: 1946 (als Spielertrainer) sowie 1950 (als Trainer)
- Mexikanischer Supercup: 1946 (als Spielertrainer) sowie 1950 und 1951 (als Trainer)